# Francisco Sanches

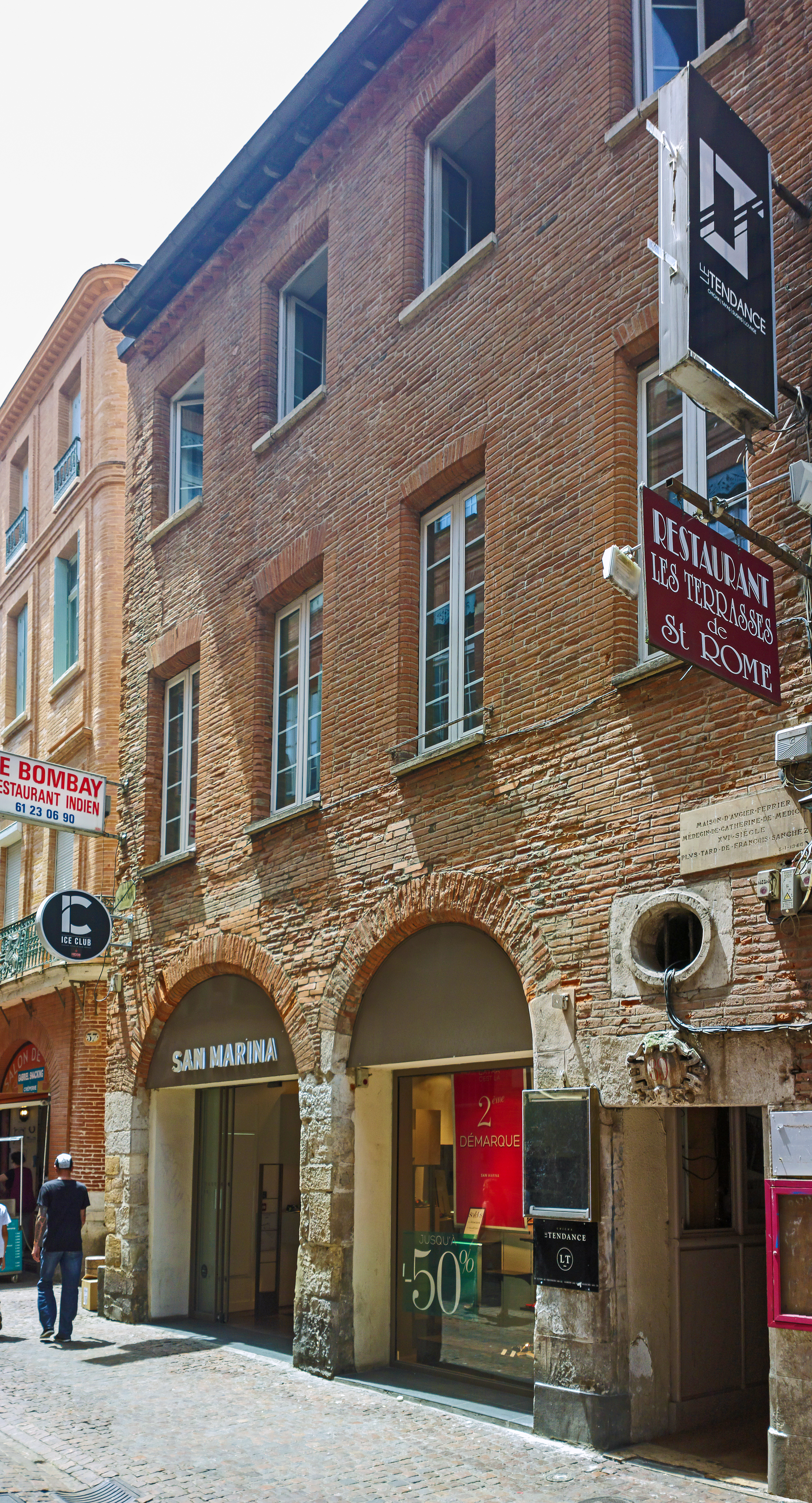
La sua casa di Tolosa

Francisco Sanches (Braga, 1551 – Tolosa, 1623) è stato un medico, filosofo, matematico e scettico portoghese.

## Biografia
Francisco Sanches (Sanchez) nacque nel territorio della diocesi di Braga, figlio di ebrei, il 25 luglio del 1551. Prima di raggiungere un anno di vita è stato convertito al cristianesimo con il battesimo nella Chiesa di San Giovanni del Souto nella stessa città.
Da giovane studiò medicina in Francia e Italia. Fu direttore dei servizi medici di Tolosa per più di trent'anni, e lì rimase fino alla fine della vita, insegnando medicina, considerato in questa Università uno dei maestri più illustri.
Oltre che medico, è stato eminente filosofo: ha contestato la filosofia di Aristotele e il sapere scolastico: puntando sulla fallibilità dei sensi, ha denunciato l'inefficacia dei metodi tradizionali e cercato di impostare il proprio ideale di conoscenza.
La sua opera principale ha nella sua prima edizione il titolo Quod nihil scitur ("Che nulla è noto"), (Lione, 1581); la seconda edizione (Francoforte, 1618), s'intitola invece De multum nobili et prima universali scientia quod nihil scitur ("Il nobilissimo, supremo e universale sapere: che nulla si sa").
Oltre a queste ed altre opere filosofiche, ha lasciato due influenti tomi postumi di Opera medica (Tolosa, 1636).